# Necrobiosis lipoidica
A Necrobiosis lipoidica, más néven Oppenheim-Urbach szindróma egy nekrózist okozó bőrállapot, mely általában diabéteszben szenvedő betegeknél fordul elő, de rheumatoid arthritishez is köthető. Az előbbi esetben a megnevése necrobiosis lipoidica diabeticorum (NLD). Az NLD a diabétesszel érintettek körülbelül 0,3%-ánál fordul elő, az érintettek többsége nő (nagyjából 3:1 az érintett nők és férfiak aránya).
Az egyénnél kialakult diabétesz súlyossága vagy annak kezelése nem befolyásolja, hogy lesz-e NLD-s tünete. Az NLD kimutatását követően alkalmazott jobb diabétesz kontroll nem befolyásolja az NLD elmúlásának ütemét.

## Jelei és tünetei
Az NL/NLD leggyakrabban a beteg lábszárán, sokszor egyszerre mindkét lábon jelenik meg, bár szintén előfordulhat az alkaron, kézfejen, a törzsön, és ritkán a mellbimbókon, a péniszen és műtéti sebek környékén. Az elváltozások gyakran tünetmentesek, de sérülésük esetén érzékennyé válhatnak és elfekélyesedhetnek. Az NL első tüneteként gyakran egy "horzsolás" jelenik meg (bőrpír), mely nem feltétlenül társul ismert sérüléshez. Az NL örökölhetőségéről nincs ismeretünk.
Az NLD a bőrfelszín egy  megkeményedett, kiemelkedő területeként jelenik meg. Az érintett terület közepe általában sárgás színezetű, míg az ezt körülvevő bőrfelszín sötét rózsaszínű. Az elváltozás terjeszkedhet vagy nyílt sebbé is válhat. Ennek megtörténtekor a beteget a fekély kialakulásának veszélye fenyegeti. Ha az érintett területet sérülés éri, akkor az nem tud megfelelően begyógyulni, vagy sötét heget hagyhat maga után.

## Patofiziológia
Bár a jelenség pontos okát nem ismerjük, azt tudjuk, hogy ez egy gyulladásos rendellenesség, melyet granulómás válasszal társuló kollagén-degeneráció jellemez. A bőrt mindig elszórtan érinti, és néha a mélyebb zsírrétegre is kiterjed. Gyakran jár a bőr véredényeinek megvastagodásával is (mikroangiopátia).
Okozhatja helyi trauma, bár gyakran bármilyen sérülés nélkül alakul ki.

## Diagnózis

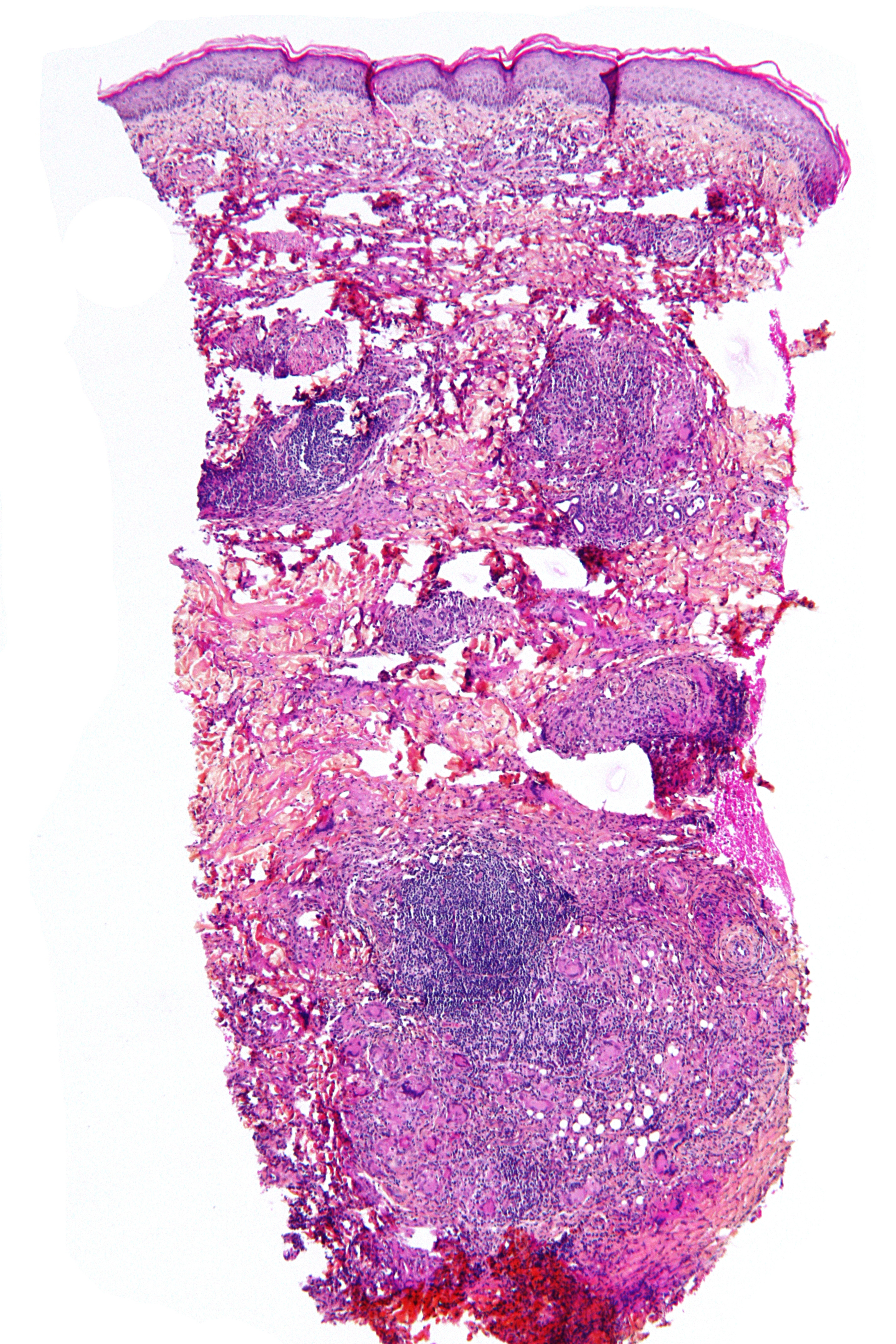
Necrobiosis lipoidica mikrószkópos felvételen.

Az NL-t bőrbiopsziával lehet megállapítani. Ezzel kimutatható a felszíni és a mélyebb perivaszkuláris és közbenső vegyes gyulladásos sejtek (ideértve a limfociták, plazmasejtek, egy- és több sejtmagvas hisztiociták és eozinofilek) beszivárgása a bőrfelszínbe és az irharétegbe, valamint az elhalást okozó érgyulladás az ezt kísérő sejtelhalással. Az elhalt területek gyakran nagyobbak és kevésbe körülhatárolhatók, mint a gyűrűs granulómánál. Az érintett részekben a lipid jelenlétét Sudan-festéssel lehet kimutatni. Koleszterin bomlástermékek, fibrin és mucin szintén jelen lehetnek az elhalt területeken. Az elhalás fokától függően bizonyos sejttípusok gyakrabban fordulhatnak elő. Az elváltozás korai szakaszában neutrofilek is jelen lehetnek, míg a folyamat előrehaladtával a limfociták és hisztiociták lesznek a dominánsan kimutathatóak.

## Kezelés
Nincs jól leírt kezelés az elhalásra. Az NLD-t lehet PUVA terápiával, fotodinamikus terápiával és fokozott orvosi ellenőrzéssel kezelni.
Bár vannak olyan eljárások, melyekkel az elhalás jeleit csökkenthetjük (pl. aszpirin kis dózisú orális alkalmazása, szteroid krémek vagy injekciók az érintett területen), ezek csak a kezeltek kis hányadánál lehetnek hatásosak.

## Lásd még
- Diabetikus dermadromák
- Bőrbetegségek listája